# Tongzi, Chongqing
Tongzi (kinesiska: 桐梓) är en köping i sydvästra Kina. Den ligger i stadsdistriktet Wulong i storstadsområdet Chongqing, omkring 130 kilometer öster om det centrala stadsdistriktet Yuzhong. Antalet invånare är 8 896. Befolkningen består av 4 363 kvinnor och 4 533 män. Barn under 15 år utgör 22,0 %, vuxna 15-64 år 62 %, och äldre över 65 år 14,0 %.